# Prospero Gianferrari
Prospero Gianferrari (Rovereto, 16 gennaio 1896 – Rio de Janeiro, 7 gennaio 1953) è stato un ingegnere, politico, imprenditore e dirigente d'azienda italiano, direttore generale dell'Alfa Romeo dal 1928 al 1933 e dell'Isotta Fraschini fino al 1945.

## Biografia
Prospero Gianferrari nacque il 29 marzo 1892 a Rovereto da Vincenzo Gianferrari e Tereza Zanfi. Suo padre, originario dell'Emilia-Romagna, si era trasferito lì nel 1889 dopo aver vinto il concorso a direttore della Scuola Musicale. Prospero studiò fra Trento e Reggio Emilia ottenendo nel 1919 la maturità classica. Inizio gli studi alla Scuola di Ingegneria dell'Università degli Studi di Padova interrompendoli però nel 1915 quando si arruolò volontario negli "Esploratori" (Arditi alpini). Nel 1916 fu ferito e catturato. Dopo due tentativi di fuga falliti il terzo riuscì, ormai pochi mesi prima della fine della prima guerra mondiale.
Nel 1919 riprese gli studi, specializzandosi in Ingegneria idraulica nel 1921. Lavorò in Bassa Valsugana alla ricostruzione e a Trento a progetti idroelettrici. Nel 1924 venne nominato Commissario reale per l'amministrazione della provincia di Trento. Fra il 1924 e il 1929 fu deputato alla Camera (XXVII legislatura del Regno d'Italia) per il PNF. Nel 1925 fu nominato Alto Commissario del PNF per il Piemonte.
Segretario federale del PNF ad Alessandria, dal 1926 al 1928 è stato prima commissario prefettizio e poi podestà di Trento, in un periodo di grande sviluppo urbanistico della città. Nel 1926 fu anche nominato presidente della Società Industriale Trentina (SIT). Promosse la gara automobilistica Trento-Bondone, che vinse nel 1927 su Alfa Romeo, e pubblicò su temi di storia economica regionale sulla rivista uifficiale del fascismo, Gerarchia.

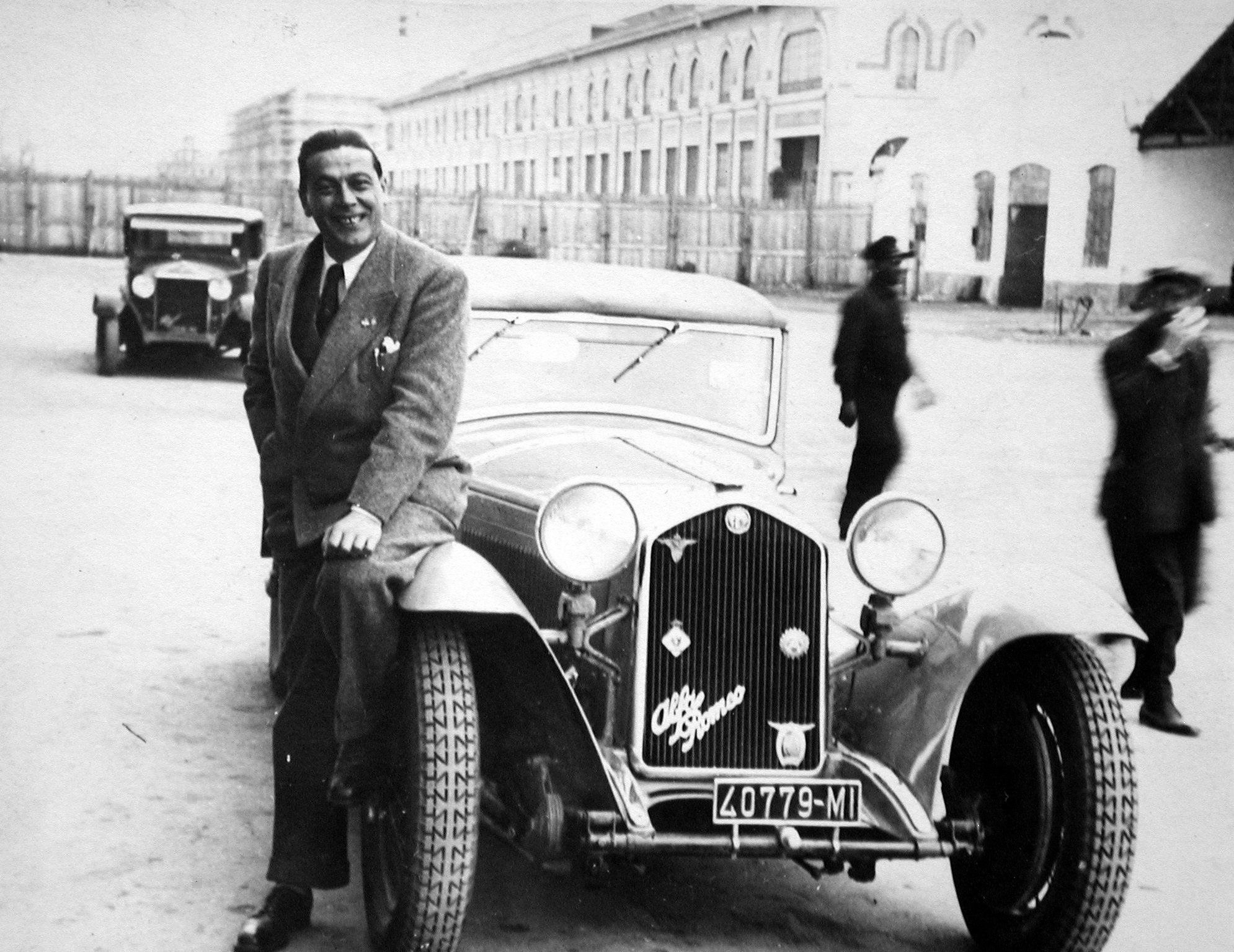
Prospero Gianferrari accanto alla sua Alfa Romeo

Dal 1928 al 1933 fu consigliere delegato e direttore generale dell'Alfa Romeo. Negli anni seguenti fu corrispondente e amico di Gabriele D'Annunzio, proprietario di una Alfa.
Dal 1931 al 1945 fu presidente del "Gruppo Costruttori Aeronautici Italiani", e nel 1937 fondò a Gardolo gli stabilimenti aeronautici su incarico di Gianni Caproni.
Dal 1933 al 1945 fu direttore generale tecnico della fabbrica di automobili Isotta Fraschini, che non riuscì a salvare al termine della seconda guerra mondiale e fu liquidata. Come presidente del Gruppo costruttori aeronautici, nel 1939 venne inviato a Londra per tentare un accordo industriale fra Italia e Inghilterra per ottenere materie prime o - forse - per evitare l'ingresso in guerra.
Aderì alla Repubblica Sociale Italiana.
Fra 1946 e 1947 emigrò in Brasile su invito della svedese Svedgrup ed aprì uno studio tecnico-commerciale ed ebbe "notevole fortuna in campo industriale". Morì a Rio de Janeiro nel gennaio 1953.
La salma fu riportata a Trento per i funerali.